# Pomnik Wdzięczności Armii Czerwonej w Byczynie
Pomnik Wdzięczności Armii Czerwonej w Byczynie – obelisk, który był wzniesiony w 1945 r. w Byczynie dla uczczenia Armii Czerwonej.

## Historia
Pomnik został odsłonięty 1 maja 1945 r., inicjatorem jego budowy była Miejska Rada Narodowa. Został wzniesiony na skwerze przy ul. Stawowej 3, ok. 20 m od Urzędu Pocztowego.
Upamiętniał 38 czerwonoarmistów z I Frontu Ukraińskiego, poległych w styczniu 1945 r. w walkach o miasto. Miał postać obelisku zwężającego się ku górze, na jego wierzchołku była umieszczona pięcioramienna gwiazda. Na pomniku umieszczony był emblemat w postaci sierpa i młota. Teren dookoła pomnika był otoczony drewnianym ogrodzeniem.
Z inicjatywy mieszkańców pomnik został w 2022 roku zlikwidowany jako symbol ustroju totalitarnego.